# Église baptiste de Lagoinha
L'Église baptiste de Lagoinha (portugais : Igreja Batista da Lagoinha) est une megachurch chrétienne évangélique baptiste multisite basée à Belo Horizonte, Minas Gerais, au Brésil. Elle est affiliée à la Convention baptiste nationale, Brésil et l'Alliance baptiste mondiale. Son pasteur principal est Márcio Valadão. L'église aurait une assistance de 50,000 personnes.

## Histoire
L'église a commencé par un groupe de prières de 5 personnes en 1957 avec le pasteur José Rego Nascimento. En 1970, en raison de sa proximité avec le mouvement charismatique, l'église est expulsée de la Convention baptiste brésilienne, mais elle rejoindra la Convention baptiste nationale, Brésil . En 1972, Márcio Valadão devient son pasteur principal ; l'église compte alors 300 membres. Le groupe Diante do Trono est formé dans l'église en 1997. En 2016, elle avait ouvert 100 campus au Brésil et dans le monde . En 2025, l’église compterait une assistance hebdomadaire de 50,000 personnes .

## Croyances
L’Église a une confession de foi baptiste charismatique et est membre de la Convention baptiste nationale, Brésil .